# مسجد الشيخ ابو الحسن
مسجد الشيخ أبو الحسن هو مسجد تاريخي يعود إلى عصر الدولة البهلوية، ويقع في أراك.